# مونستر (منطقه)
مونستر (به آلمانی: Münster (region)) یک رگیرونگسبتسیرک در آلمان است که در نوردراین-وستفالن واقع شده‌است.

## خصوصیات
مونستر  ۲٬۶۱۹٬۳۷۲ نفر جمعیت دارد.